# Jeevan Nedunchezhiyan
 Jeevan Nedunchezhiyan  (nacido el 20 de octubre de 1988) es un tenista profesional indio, nacido en la ciudad de Chennai, India.

## Carrera
Su mejor ranking individual es el Nº 293 alcanzado el 25 de agosto de 2015, mientras que en dobles logró la posición 64 el 18 de marzo de 2019.
Ganó un título de la categoría ATP en la modalidad de dobles, ni de la ATP Challenger Tour, aunque sí ha obtenido varios títulos Futures tanto en individuales como en dobles.

## Títulos ATP (2; 0+2)

### Dobles (2)
| Leyenda                         |
| Grand Slam (0)                  |
| ATP Wourld Tour Finals (0)      |
| ATP Masters 1000 World Tour (0) |
| ATP World Tour 500 series (0)   |
| ATP World Tour 250 series (2)   |

| N.º | Fecha                    | Torneos  | Superficie | Pareja                 | Oponentes en la final              | Resultado           |
| --- | ------------------------ | -------- | ---------- | ---------------------- | ---------------------------------- | ------------------- |
| 1.  | 8 de enero de 2017       | Chennai  | Dura       | Rohan Bopanna          | Purav Raja Divij Sharan            | 6-3, 6-4            |
| 2.  | 24 de septiembre de 2024 | Hangzhou | Dura       | Vijay Sundar Prashanth | Constantin Frantzen Hendrik Jebens | 4-6, 7-6(5), [10-7] |

#### Finalista (1)
| N.º | Fecha                    | Torneos | Superficie | Pareja           | Oponentes en la final      | Resultado |
| --- | ------------------------ | ------- | ---------- | ---------------- | -------------------------- | --------- |
| 1.  | 30 de septiembre de 2018 | Chengdú | Dura       | Austin Krajicek  | Ivan Dodig Mate Pavić      | 2-6, 4-6  |
| 2.  | 7 de enero de 2023       | Pune    | Dura       | N. Sriram Balaji | Sander Gillé Joran Vliegen | 4-6, 4-6  |

## Títulos ATP Challenger

### Dobles
| N.° | Fecha                 | Torneo                | Superficie | Pareja           | Oponentes en la final        | Resultado |
| --- | --------------------- | --------------------- | ---------- | ---------------- | ---------------------------- | --------- |
| 1.  | 28 de febrero de 2015 | Challenger de Calcuta | Dura       | Somdev Devvarman | James Duckworth Luke Saville | w/o       |